# هاگنیا
هاگنیا (نام علمی: Hagenia abyssinica) نام یک گونه از تیره گلسرخیان است.